# Zdeněk Štěpánek

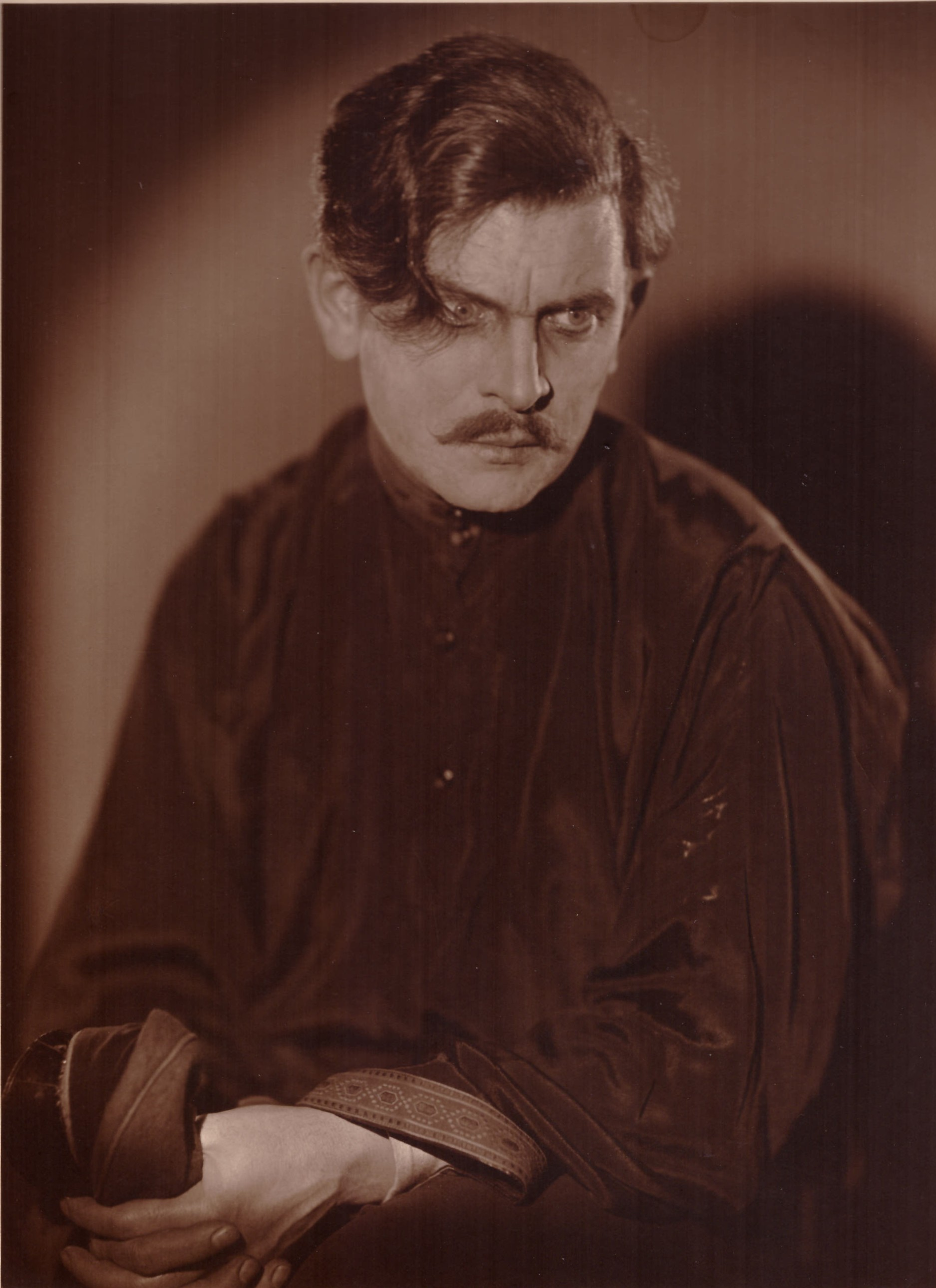
Zdeněk Štěpánek (1931)

Zdeněk Štěpánek (geboren 22. September 1896 in Tvoršovice bei Benešov, Österreich-Ungarn; gestorben 20. Juni 1968 in Prag) war ein tschechischer Schauspieler, Dramatiker, Regisseur und Drehbuchautor. Štěpánek war Mitglied des Prager Nationaltheaters und spielte sowohl auf der Bühne als auch in Filmen.

## Leben
Zdeněk Štěpánek war ein Enkel des Regisseurs und Theaterautors Jan Nepomuk Štěpánek. Die Berufsschule absolvierte er kurz vor dem Ersten Weltkrieg und spielte danach auf diversen Wanderbühnen. Im Jahre 1915 meldete er sich freiwillig zum Krieg. An der Ostfront geriet er in russische Gefangenschaft und kehrte erst 1920 zurück.
Er spielte an verschiedenen Theatern in Prag sowie in Stummfilmen. Später zählte er zu den bedeutenden Charakterdarstellern der Tschechoslowakei und wurde 1951 mit deren Staatspreis geehrt.
Er war mit Elena Hálková und Sona Grossová verheiratet und Vater der Schauspielerin Jana Štěpánková, der Schauspieler Martin Štěpánek und Petr Štěpánek und der Theater-Regisseurin Kristina Taberyová.

## Filmografie (Auswahl)
- 1930: Svatý Václav
- 1937: Die weiße Krankheit (Bilá nemoc)
- 1955: Jan Hus
- 1956: Jan Žižka
- 1957: Proti všem
- 1957: Die Bombe (Bomba)
- 1958: Bittere Liebe (Hořká láska)
- 1959: Die Probe geht weiter (Zkouška pokračuje)
- 1961: Fesseln (Pouta)
- 1963: Transport aus dem Paradies (Transport z ráje)
- 1963: Ikarie XB 1 (Ikarie XB-1)
- 1966: Hände hoch oder ich schieße